# Исмахил, Таофик
Таофик Аджибаде Исмахил (англ. Taofeek Ajibade Ismaheel; род. 16 июля, 2000) — нигерийский футболист, нападающий польского клуба «Гурник» (Забже).

## Биография
В апреле 2019 года стал игроком норвежского «Шейда». Дебютировал во Второй лиге Норвегии в матче с «Саннес Ульф». В 2020 году клуб вылетел в Третью лигу, где Таофик забил 4 мяча. Ещё 2 мяча на счету нигерийца в стыковых матчах.
В январе 2021 года перешёл в «Фредрикстад». Дебютировал за клуб в матче с «Осане Фотбаль».
В январе 2022 года стал игроком французского «Лорьяна».
В феврале 2022 года отправился в аренду в «Волеренгу». Дебютировал в Элитесерьен 2 апреля 2022 года в матче с «Молде».